# Нумансия (футбольный клуб)
«Нума́нсия» (исп. CD Numancia) — испанский футбольный клуб из города Сория, в одноимённой провинции в автономной области Кастилия-Леон. Клуб основан в 1945 году, домашние матчи проводит на стадионе «Лос-Пахаритос», вмещающем 9 000 зрителей.

## История
Основание испанского футбольного клуба «Нумансия» из города Сория произошло в 1945 г. Примечательно, что клуб назван в честь городской достопримечательности — одноимённой крепости. Домашняя форма состоит из красных и синих цветов. Домашней ареной является стадион «Лос-Пахаритос», вмещающий десять тысяч зрителей.
Большую часть своей истории «Нумансия» провел в низших испанских футбольных дивизионах. В сезоне 2007/08 клуб стал победителем Сегунды, ввиду чего приобрел право на выступление в Ла Лиге, которое продолжалось отчаянной борьбой за выживание и закончилось вылетом обратно в Сегунду. Ротация тренерского состава не спасла ситуацию. Хосе Рохо Мартин подавал особые надежды в преддверии своего восхождения на тренерский пост, так как ранее работал в команде спортивным директором. Однако одной из немногочисленных побед «Нумансии» стала сенсационная виктория над «Барселоной», которая в итоге проиграла лишь один матч в первой половине Примеры сезона 2008/09 г.
В составе клуба, как правило, играют преимущественно испанские футболисты. Однако в сезоне 2008/09 годов у «Олимпиакоса» был арендован бывший защитник мадридского «Реала» Рауль Браво, а также был приобретен голкипер греческого «Ариса» — Мариан Келемен. Пятилетний контракт был подписан с Лаго Жуниром — молодым форвардом из Кот-д`Ивуара.
Несмотря на свою молодость и откровенно скромное выступление на футбольных испанских полях, «Нумансия» всё же имеет постоянную поддержку в лице преданных болельщиков из родной Сории.

## Сезоны по дивизионам
- Примера — 4 сезона
- Сегунда — 18 сезонов
- Сегунда B — 8 сезонов
- Терсера — 33 сезона
- Региональные лиги — 9 сезонов

## Достижения
- Сегунда
  - Победитель: 2007/08
- Терсера
  - Победитель (4): 1961/62, 1962/63, 1965/66, 1988/89